# Nagytopoly község
Nagytopoly község (románul: Comuna Topolovățu Mare) község Temes megyében, Romániában. Központja Nagytopoly, beosztott falvai Iktár-Budinc, Kistopoly, Sustra, Temeskirályfalva, Újjózseffalva.

## Népessége
A 2011-es népszámlálás adatai alapján a község népessége 2574 fő volt.